# 트레이시 엘리스 로스
트레이시 엘리스 로스(Tracee Ellis Ross, 1972년 10월 29일 ~ )는 미국의 배우, 모델, 코메디언, 사회자이다.

## 영화
- 수우 (1998년 영화)
- 지금은 통화중
- 나의 첫 번째 슈퍼스타

## 텔레비전
- 프라이빗 프랙티스
- CSI: 과학수사대
- 블랙키쉬